# 藤原時平
藤原 時平（日语：／ Fujiwara no Tokihira，871年—909年4月26日）是日本平安時代前期的公卿。官至正二位、左大臣、贈正一位・太政大臣。號本院大臣。
父親是藤原北家、太政大臣藤原基经，時平是其嫡長子。生母是日本第54代天皇仁明天皇第四皇子人康親王的一個女兒。
同母弟藤原仲平、藤原忠平、藤原良平。同母妹藤原穏子是第60代天皇醍醐天皇的中宮、朱雀天皇、村上天皇的生母。

## 生平
藤原時平是藤原基經的長子。
16歲(886年1月2日)時，元服。
19歲(889年1月16日)時，兼任讃岐權守。
昌泰4年（901年）正月，引發昌泰之變，誣陷右大臣菅原道真引致其免職。自此也招致後世人物和藝術批評，亦有時平遇見道真冤魂的民間傳說。
延喜2年（902年），提出莊園整理令改革制度，為日本歷史上最後一次的班田政令，也編纂法規《延喜式》，因此醍醐天皇在世時被稱為「延喜之治」。
39歳(909年4月26日)時逝世，生前家系地位逐漸被弟弟藤原忠平取代。